# アルビン・R・カーン

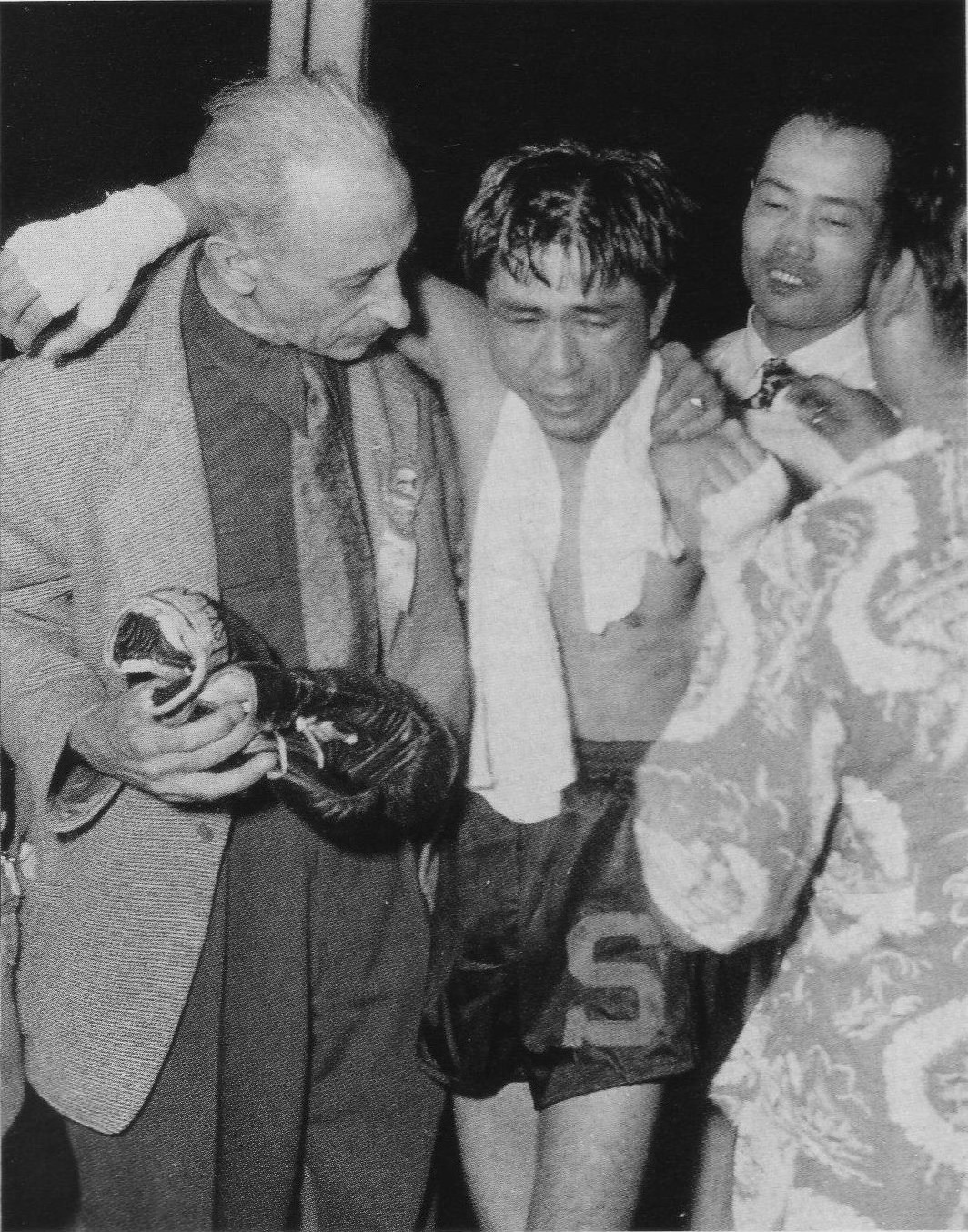
1952年、白井義男が世界王座を獲得した際のカーン（左）

アルビン・ロバー・カーン（Alvin Rober Cahn、1892年8月29日 - 1971年1月24日）はアメリカ合衆国の生物学者。GHQの天然資源局の職員として来日し、日本人の食糧支援のために日本周辺の海洋生物と栄養資源の調査研究を行うとともに、日本人最初のボクシング世界チャンピオンとなる白井義男のコーチ兼マネージャーとして知られる。通称「カーン博士（はかせ）」。

## 来歴
イリノイ州シカゴでユダヤ系の父ベンジャミン（ Benjamin Cahn )と母ベル（ Belle Cahn ）の間に一人っ子として生まれた。父は実業家かつ投資家でもある資産家で、母方の祖父ジョセフ・オーストリアン（ Joseph Austrian ）も五大湖の運航業で成功したレオポルド・アンド・オーストリアン（Leopold & Austrian）社の共同所有者であり資産家あった。このためカーンも子供時代から裕福で、シカゴのドレクセル大通り（Drexel Boulevard）にある立派な家に暮らし、夏にはウィスコンシン州の家族の別荘で過ごしながら自然への関心を育んでいった。
長じてシカゴ大学附属高校に通い、シカゴ美術館でデッサンを学んだ後コーネル大学に入学し、1913年に学士号を取得した。1915年にはウィスコンシン大学で理学修士号を取得し、その後は助手としてウィスコンシン大学に留まり、オーデュボン協会の機関誌の編集者などを務め、アメリカ生態学会 (Ecological Society of America) やアメリカ鳥学会の会員となった。1917年5月、アメリカ医療予備隊 (Medical Reserve Corps) に入隊し、翌1918年6月から1919年5月まではフランスで衛生兵として勤務し、主に実験室での写真撮影を担当した。その後1919年から1922年までテキサスA&M大学大学院で助手を務め、そこでの専門分野は「一般動物学、農学、動物遺伝学、解剖学」としていた。
1922年9月にイリノイ大学に大学院助手として着任し、1924年に動物学の博士号を取得して同大学の教授陣に加わった。1930年代半ば、イリノイ大学で教鞭をとるかたわら、カーンは中西部の私設クラブで秘密のレスリングを運営し始めた。偽名で郵便私書箱を設置するなどして、公式トーナメントでスカウトした大学生や高校生の選手らを積極的に参加させていたが、密告されて州警察とFBIの捜査対象となった。結局刑事告訴はされなかったが、この事件でカーンは1935年にイリノイ大学を辞職せざるを得なくなった。
第二次世界大戦後、GHQの天然資源局の職員として来日し、日本人の食糧支援のために日本周辺の海洋生物と栄養資源の調査研究をの任に就いた。
調査活動の帰りに偶然立ち寄ったジムで白井と出会い、日本人離れした長い手足、ナチュラルなタイミングで放たれるパンチなどのすぐれたボクシング資質を認め白井の生活面、経済面の全ての面倒を見ることを条件に白井との専属契約を結びボクシング・コーチとして仕事をスタートさせる。
当初は年齢的な部分と重い腰痛のため引退寸前の状態であり、アルビンの申し出には否定的であった白井であるが熱心なアルビンの姿勢とボクシングに対する情熱から専属契約を結ぶこととなった。
プロボクシング経験はなかったものの体育講師やクラブ活動を通じてボクシングを始めいくつかのスポーツをアルビン自身は経験としており、それらで得た経験と自身の博士としての専門的な知識を活かした「科学的トレーニング」を指導し白井のボクシング能力の向上に努めた。
特に当時の日本ではピストン堀口のように「打たれたら打ち返す」という「拳闘」の戦い方が主流であったボクシング界において、徹底したガードと正確なパンチを使って相手を攻撃する「打たせないで打つ」スタイルを白井に徹底させている。こうした部分に関しては当時は否定的な意見も多かったが15年間も日本フライ級の王座に君臨し続けていた花田陽一郎やピストン堀口の実弟である堀口宏から勝利をあげ、白井が日本フライ級王者から日本バンタム級王座を獲得するにしたがってそのスタイルが徐々に理解されるようになった。
1950年にアルビンはホノルルのサム・イチノセに手紙を送りイチノセがマネージメントをしている世界フライ級王者ダド・マリノと白井を試合をさせて欲しいと申し出た。ハワイに寄ったアルビンが興行に不案内と知ったイチノセだが、熱意を感じて丁寧にアドバイスをした。
もし世界チャンピオンになりたいのなら、世界ランカーを捕まえてこれを破り、更に上位のランカーと戦うチャンスを掴み、挑戦権のあるロジカルコンテンダーになる必要がある。王座挑戦のチャンスはそこでようやく訪れる。もしくは訪れないかもしれない。だが大きな問題はタイトルマッチを認定するコミッションが日本には無い点だった。世界チャンピオンを認定するNBA（National Boxing Association）は主要国にコミッションを置いているが、日本には無い。まず国内環境を整備しなければならない、と。
ただアルビンの「故郷に錦を飾らないか」という言葉は日系二世として辛酸を舐めた過去のあるイチノセに響いた。1951年5月21日には白井の対戦相手として世界フライ級王者ダド・マリノを日本に呼び寄せることに成功した。その際は接戦の末判定で敗れたものの、同年12月4日には王者の地元ハワイ・ホノルルで試合し、この時は3度のダウンを奪った末に7R・TKO勝ちし、白井が世界王者に並ぶ実力であることを証明した。
1952年5月19日には念願のマリノとの世界タイトルマッチが実現することになり、15ラウンドの接戦を制し3-0の判定で白井義男は世界王者の座を獲得し、アルビンの念願を果たすこととなった。
この試合は日本のスポーツ界において名勝負として記憶され、また日本のボクシング史においては「拳闘」から「スポーツ」としてのボクシングに進化したと指摘する専門家も少なくない。また入場人数は4万人であり、これは日本人における世界戦興行による動員数の最高記録である。

## 科学的トレーニング
アルビンは白井に対して、当時としては最先端なボクシングトレーニングを行なった。
まず栄養学的見地から白井に肉類などを摂取させ、筋力トレーニングを行い充分な体力と筋力の増加に勤めた。その結果、白井は持病の腰痛を克服し持久力と耐久力を獲得した（当時は食糧難であったが、GHQ職員としての立場からアルビンは白井に充分な食料を供給できた）。
またボクシングの基礎を徹底させ、防御と正確なパンチ技術の向上を指導した。こうした指導を受け白井は自身のスタイルを確立し、引退寸前の状態から世界王者の道を進むこととなる。白井の防御と正確なパンチ能力は、当時の写真でほとんど顔面を腫らさずに勝利している様子からもその技術の高さを知ることができる（反対に同時代でも現役を続けていたピストン堀口は打ちつ打たれつのスタイルをとっていたため試合の無い日でも瞼が腫れ上がっていた）。また結果的に白井自身の安全性を高め、当時のボクサーの職業病であったパンチドランカーを避けることができた。
また堀口宏戦に対しては苦手な相手だからといって消極的になっていた白井に対して堀口と白井の分析を行い、白井の長所と有利な点をデータによる比較によって指摘することで、白井の精神面でのケアを行なった。こうしたメンタルトレーニングはその後もスポーツ界の基本的なメソッドとなっている。

## 白井の引退後と晩年
アルビンはGHQ廃止後も日本に滞在し、白井の引退までコーチとしての活動を続けた。スポーツに高い理想をもっていたアルビンは現役時代から白井に品行方正をとき、引退後は自身のギャランティをすべて白井に提供しボクシングビジネスから手を引くことを進言した。アルビンは「ボクシングビジネスはモンキービジネス（「汚い商売」という意味のスラング）だ。白井が関わるべきではない」と常に口にしていたという。公私共に高い信頼関係を築いていた白井はアルビンの進言を受け、実業界に転職し名士としてその名を知られるようになった。
高い信頼関係から、アルビンは白井の家族の一員となった。晩年は認知症をわずらうも白井家の手厚い看護を受け、1971年に78歳で死去した。